# Comuna de Przytyk
Przytyk (polaco: Gmina Przytyk) é uma gminy (comuna) na Polónia, na voivodia de Mazóvia e no condado de Radomski. A sede do condado é a cidade de Przytyk.
De acordo com os censos de 2004, a comuna tem 7080 habitantes, com uma densidade 52,8 hab/km².

## Área
Estende-se por uma área de 134,12 km², incluindo:
- área agricola: 80%
- área florestal: 13%

## Demografia
Dados de 30 de Junho 2004:
|                      | Total   | Total | Mulheres | Mulheres | Homens  | Homens |
| -------------------- | ------- | ----- | -------- | -------- | ------- | ------ |
|                      | pessoas | %     | pessoas  | %        | pessoas | %      |
| População            | 7080    | 100   | 3486     | 49,2     | 3594    | 50,8   |
| Densidade (pop./km²) | 52,8    | 100   | 26       | 26       | 26,8    | 26,8   |

De acordo com dados de 2002, o rendimento médio per capita ascendia a 1279,4 zł.

## Subdivisões
- Domaniów, Dęba, Glinice, Goszczewice, Jabłonna, Kaszewska Wola, Krzyszkowice, Młódnice, Maksymilianów, Oblas, Ostrołęka, Podgajek, Posada, Potkanna, Przytyk, Słowików, Stefanów, Studzienice, Sukowska Wola, Suków, Wola Wrzeszczowska, Wólka Domaniowska, Wrzeszczów, Wrzos, Wygnanów, Żerdź.

## Comunas vizinhas
- Potworów, Przysucha, Radzanów, Stara Błotnica, Wieniawa, Wolanów, Zakrzew